# Nemastomella dipentata
Nemastomella dipentata is een hooiwagensoort uit de familie aardhooiwagens (Nemastomatidae).
In de loop der jaren heeft deze soort diverse namen toegekend gekregen. De originele naamcombinatie (protoniem) was Nemastoma bacilliferum dipentatum Rambla, 1959. Deze werd in 1959 voorgesteld door de Spaanse ontdekker van de soort, Mariá Rambla. Een volgende naamrecombinatie werd in Staręga (1987) gepubliceerd als Nemastomella dipentata (Rambla, 1959). Eerder had Kraus (1961) het synoniem Nemastoma hermanni Kraus 1959 geponeerd. Na 2023 geldt officieel de naamcombinatie  Nemastomella dipentata (Rambla, 1959).